# Наградени с орден „Стара планина“ (Георги Първанов, първи мандат)
Това е списък на наградените с орден „Стара планина“ през първия мандат на президента Георги Първанов, между 22 януари 2002 г. и 22 януари 2007 г.
| Дата на указа     | Носител | Вид                    | Заслуги |
| ----------------- | --- | ---------------------- | --- |
| 26 февруари 2002  | Ричард Майлс, посланик на САЩ |                        | „за извънредно големите му заслуги за укрепване и развитие на българо-американските отношения и по повод окончателното му отпътуване от страната“ |
| 28 февруари 2002  | акад. Благовест Сендов |                        | „за заслугите му към Република България в областта на образованието и науката и по случай неговата 70-годишнина;“ |
| 15 април 2002     | проф. Борис Спасов |                        | „за изключителните му заслуги за развитието на правната наука и по повод 90 години от рождението му“ |
| 15 април 2002     | проф. Живко Сталев |                        | „за изключителните му заслуги за развитието на правната наука и по повод 90 години от рождението му“ |
| 13 май 2002       | Вежди Рашидов |                        | „за изключителния му принос към българската култура и по случай неговата 50-годишнина“ |
| 22 май 2002       | акад. Николай Тодоров |                        | |
| 22 май 2002       | акад. Никола Попов |                        | |
| 22 май 2002       | Вили Цанков |                        | |
| 22 май 2002       | Любен Кулишев |                        | |
| 22 май 2002       | Марко Ганчев |                        | |
| 22 май 2002       | Лиляна Барева |                        | |
| 22 май 2002       | Любка Рондова |                        | |
| 22 май 2002       | Елка Деспотова |                        | |
| 22 май 2002       | Йосиф Цанков (посмъртно) |                        | |
| 14 юни 2002       | Петър Манджуков |                        | „за изключителния му принос и заслуга за развитието на международните връзки и сътрудничеството на Република България с народите на Русия и ОНД и по повод 60 години от рождението му;“ |
| 18 юни 2002       | Херит Залм, министър на финансите на Кралство Холандия |                        | „за извънредно големите му заслуги за консолидиране на позициите на Република България пред Световната банка и Международния валутен фонд и за подкрепата му за изграждане на модерна държавна администрация в страната ни“ |
| 29 октомври 2002  | ген. Джоузеф Ралстън, върховен главнокомандващ на обединените въоръжени сили на НАТО в Европа                                                                      |                        | „за извънредно големи заслуги за активизиране на военното сътрудничество между българската армия и обединените въоръжени сили на Североатлантическия пакт“ |
| 20 ноември 2002   | проф. д-р Симеон Батов | първа степен           | [ 1 ] |
| 3 декември 2002   | Тошо Тошев | първа степен           | [ 2 ] |
| 20 декември 2002  | проф. Стефан Данаилов | първа степен           | „за изключителните му постижения в областта на българското кино и театър, за приноса му в политическия и културния живот на съвременна България и по повод 60 години от рождението му“ |
| 20 декември 2002  | Димитри Иванов | първа степен           | „за изключителните му заслуги в областта на журналистиката и по повод 70 години от рождението му“ |
| 20 декември 2002  | Хасан Исаев |                        | „за извънредно големите му заслуги за развитието на спорта и по повд 50 години от рождението му“ |
| 20 декември 2002  | Петър Киров |                        | „за изключителните му заслуги и принос за развитието на българския спорт и по повод 60 години от рождението му“ |
| 3 януари 2003     | Бинка Желязкова | първа степен           | [ 4 ] |
| 3 януари 2003     | Въло Вълов (посмъртно) | първа степен           | [ 5 ] |
| 10 януари 2003    | проф. д-р Стефан Михайлов | първа степен           | [ 6 ] |
| 10 февруари 2003  | проф. Владимир Аврамов | първа степен           | [ 7 ] |
| 17 февруари 2003  | Анжел Вагенщайн | първа степен           | [ 8 ] |
| 17 февруари 2003  | Леон Даниел | първа степен           | [ 9 ] |
| 17 февруари 2003  | лорд Джордж Робертсън генерален секретар на НАТО | първа степен           | [ 10 ] |
| 17 февруари 2003  | Емилия Радева | първа степен           | [ 11 ] |
| 5 март 2003       | Гиньо Ганев | първа степен           | [ 12 ] |
| 5 март 2003       | проф. Иван Маринов (посмъртно) | първа степен           | [ 13 ] |
| 13 март 2003      | проф. Боян Биолчев | първа степен           | [ 14 ] |
| 8 април 2003      | Алесандро Графиниизвънреден и пълномощен посланик на Република Италия в Република България                                                                         | втора степен           | [ 15 ] |
| 14 април 2003     | Надежда Кираджиева |                        | „за изключителния ѝ творчески принос към българското балетно изкуство“ |
| 14 април 2003     | проф. Минко Балкански |                        | „за извънредно големите му заслуги за развитие на българското образование, наука и култура, за утвърждаване на приятелски отношения с Френската република и за активната му благотворителна дейност“ |
| 14 април 2003     | акад. Цено Хинковски |                        | „за изключителните му заслуги и принос за развитието на българската аграрна наука“ |
| 17 май 2003       | Стефан Иванов (посмъртно) | първа степен           | „за изключителния му принос към българската култура“ |
| 17 май 2003       | Михаил Милков (посмъртно) | първа степен           | „за изключителния му принос към българската култура“ |
| 17 май 2003       | проф. д-р Исак Паси | първа степен           | „за фундаменталния му принос в областта на българската философия, естетика и културология, за заслуги към Република България и по повод 75 години от рождението му“ |
| 17 май 2003       | проф. Светозар Донев | първа степен           | „за извънредно големите му заслуги за развитието на българското музикално и танцово изкуство, както и за неговото популяризиране и утвърждаване по света“ |
| 17 май 2003       | Величка Пейкова | първа степен           | „за изключителния ѝ принос към българската култура и образование и по повод 60 години от рождението и&#768“ |
| 17 май 2003       | Гергина Тончева | първа степен           | „за изключителния ѝ принос към българската култура и образование“ |
| 17 май 2003       | Гинка Станчева | първа степен           | „за изключителния ѝ принос към българската култура и по повод 70 години от рождението и&#768“ |
| 17 май 2003       | Емил Стойчев | първа степен           | „за големия му принос за развитието на българската култура, за утвърждаването и популяризирането ѝ по света“ |
| 9 юни 2003        | полк. Владимир Титов, полк. Анатолий Соловьов, Муса Манаров, акад. Виктор Савиних, руски космонавти                                                                |                        | за изключителния им принос за развитието на космическите изследвания, за заслуги към България и във връзка с 15-годишнината от втория полет на българин в Космоса; |
| 9 юни 2003        | бриг. ген. Александър Александров, вторият българин, летял в Космоса                                                                                               |                        | „за изключителния си принос за развитието на космическите изследвания и във връзка с 15-годишнината от втория полет на българин в Космоса“ |
| 28 май 2003       | Хуан Карлос I | с лента                | [ 25 ] |
| 28 май 2003       | Ана Паласио, министър на външните работи на Кралство Испания | първа степен           | [ 26 ] |
| 28 май 2003       | Алберто Аса, началник на канцеларията на краля на Испания | първа степен           | [ 27 ] |
| 28 май 2003       | Хосе Анхел Лопес Хорин, извънреден и пълномощен посланик на Кралство Испания в Република България                                                                  | първа степен           | [ 28 ] |
| 28 май 2003       | Рикардо Диес-Хохлайтнер, генерален секретар на канцеларията на краля на Испания                                                                                    | първа степен           | [ 29 ] |
| 28 май 2003       | Хуан Коста, държавен секретар на търговията и туризма на Кралство Испания                                                                                          | първа степен           | [ 30 ] |
| 28 май 2003       | адмирал Антонио Гонсалес-Алер, началник на военния щаб на кралския дом                                                                                             | първа степен с мечове  | [ 31 ] |
| 28 май 2003       | Хуан Мануел де Барандика, посланик, генерален директор на протокол, канцелария и ордени на Кралство Испания                                                        | втора степен           | [ 32 ] |
| 28 май 2003       | Алфонсо Санс Портолес, началник на протокола на канцеларията на краля на Испания                                                                                   | втора степен           | [ 33 ] |
| 28 май 2003       | Асунсион Валдес, началник на отдел „Преса“ на канцеларията на краля на Испания                                                                                     | втора степен           | [ 34 ] |
| 28 май 2003       | Мария Виктория Морера, генерален директор, началник на кабинета на министъра на външните работи на Кралство Испания                                                | втора степен           | [ 35 ] |
| 28 май 2003       | Хуан Пабло Гарсия-Бердой, генерален директор на „Европейска политика“ в министерство на външните работи на Кралство Испания                                        | втора степен           | [ 36 ] |
| 28 май 2003       | Хуан Мария Алсина, главен директор на дирекция „Дипломатическа информация“, главен говорител на министерство на външните работи на Кралство Испания                | втора степен           | [ 37 ] |
| 28 май 2003       | Хесус Силва, генерален директор на културни и научни връзки в министерство на външните работи на Кралство Испания                                                  | втора степен           | [ 38 ] |
| 28 май 2003       | Рамиро Фернандес-Бачилер, заместник генерален директор за държавни и официални посещения, церемонии и ордени в министерство на външните работи на Кралство Испания | втора степен           | [ 39 ] |
| 28 май 2003       | Хосе Кабреро, началник на секретариата на нейно величество кралицата на Испания                                                                                    | втора степен с мечове  | [ 40 ] |
| 28 май 2003       | подполк. Мануел Барос, началник на охраната на кралския дом | втора степен с мечове  | [ 41 ] |
| 20 юни 2003       | Марта Руедас, постоянен представител на Програмата на ООН за развитие /ПРООН/ в България                                                                           |                        | „за извънредно големите ѝ заслуги за укрепване и развитие на сътрудничеството между ПРООН и България и по повод окончателното ѝ отпътуване от страната“ |
| 1 септември 2003  | проф. Александър Фол |                        | „за създаването на тракологията и за международната ѝ легитимация като наука;“ |
| 30 септември 2003 | Ото Шили, министър на вътрешните работи на Германия |                        | „за извънредно големия му принос за отпадане на визите за българските граждани и за укрепване и развитие на българо-германските отношения“ |
| 27 октомври 2003  | проф. Иван Славков |                        | „за изключителния му принос за развитието на физическата култура и спорта и по повод 80-годишнината от създаването на БОК“ |
| 28 октомври 2003  | Урсула Зайлер-Албринг, извънреден и пълномощен посланик на Федерална република Германия в Република България                                                       | първа степен           | [ 44 ] |
| 31 октомври 2003  | Артуро Хотон Рислер, извънреден и пълномощен посланик на Република Аржентина в Република България                                                                  | първа степен           | [ 45 ] |
| 31 октомври 2003  | Овидиу Дранга | първа степен           | [ 46 ] |
| 4 ноември 2003    | Коичиро Мацуура, генерален директор на ЮНЕСКО | първа степен           | [ 47 ] |
| 10 ноември 2003   | акад. Радой Попиванов | първа степен           | [ 48 ] |
| 12 ноември 2003   | Ислам Каримов, президент на Република Узбекистан | с лента                | [ 49 ] |
| 12 ноември 2003   | Татяна Каримова, съпруга на президента на Република Узбекистан | първа степен           | [ 50 ] |
| 24 ноември 2003   | Вайра Вике-Фрайберга, президент на Република Латвия | с лента                | [ 51 ] |
| 24 ноември 2003   | Имантс Фрайбергс, съпруг на президента на Република Латвия | първа степен           | [ 52 ] |
| 3 декември 2003   | Ян Ковач, извънреден и пълномощен посланик на Словашката република в Република България                                                                            | първа степен           | [ 53 ] |
| 15 декември 2003  | Тончи Станичич, извънреден и пълномощен посланик на Република Хърватия в Република България                                                                        | първа степен           | [ 54 ] |
| 15 декември 2003  | Константин Григорие, извънреден и пълномощен посланик на Република Румъния в Република България                                                                    | първа степен           | [ 55 ] |
| 5 януари 2004     | Ярослав Линденберг извънреден и пълномощен посланик на Република Полша в Република България                                                                        | първа степен           | „за изключително големия му принос за развитието и активизирането на българо-полските отношения и сътрудничество и по повод окончателното му отпътуване от страната“ |
| 20 януари 2004    | Вячеслав Похвалски извънреден и пълномощен посланик на Украйна в Република България                                                                                | първа степен           | „за изключително големия му принос за развитието и активизирането на българо-украинските отношения и сътрудничество и по повод окончателното му отпътуване от страната“ |
| 27 януари 2004    | Ким Сънг-ъй извънреден и пълномощен посланик на Република Корея в Република България                                                                               | първа степен           | „за изключително големия му принос за развитието и укрепването на българо-корейските отношения и по повод на окончателното му отпътуване от страната“ |
| 27 февруари 2004  | Гюнтер Ферхойген комисар по разширяването | първа степен           | „за ползотворното сътрудничество с Република България и за изключителния му принос за успешното протичане на преговорите за присъединяване на страната ни към Европейския съюз“ |
| 22 март 2004      | Дончо Цончев |                        | [ 60 ] |
| 23 март 2004      | генерал-майор Георги Иванов първия летец-космонавт на Република България                                                                                           |                        | [ 61 ] |
| 23 март 2004      | Патрик Кокс председател на Европейския парламент |                        | „за изключителната му подкрепа на усилията на Република България за присъединяване към Европейския съюз“ |
| 23 март 2004      | Романо Проди председател на Европейската комисия |                        | „за изключителния му принос за успешното провеждане на процеса по присъединяване на Република България към Европейския съюз“ |
| 23 март 2004      | Франц Фишлер комисар по въпросите на земеделието и рибарството |                        | [ 64 ] |
| 27 март 2004      | Цветана Манева |                        | „за извънредно големите ѝ заслуги към Република България в областта на българския театър и кино и по повод 60 години от рождението“ |
| 27 март 2004      | Костадин Карамитрев председателят на Съюза на тракийските дружества в България                                                                                     |                        | „за изключителния му принос за развитието на хидроенергийната наука, по повод 70 години от рождението му, както и по повод Деня на Тракия“ |
| 29 март 2004      | Ахмед Доган |                        | „За извънредно големите му заслуги в изграждането и утвърждаването на демокрацията, етническия мир и духа на толерантност в Република България и по повод 50 години от рождението му“ |
| 13 април 2004     | акад. Кирил Серафимов |                        | [ 65 ] |
| 13 април 2004     | акад. Цветан Цветков |                        | [ 66 ] |
| 13 април 2004     | акад. Димитър Мишев |                        | [ 67 ] |
| 13 април 2004     | Николай Рукавишников |                        | [ 68 ] |
| 18 май 2004       | Владимир Титов посланик на Руската федерация в Република България                                                                                                  |                        | „За изключително големия му принос за развитието и активизирането на българо-руските отношения и сътрудничество и по повод окончателното му отпътуване от страната“ |
| 19 май 2004       | Катя Зехирева |                        | „за изключително големите ѝ заслуги към Република България в областта на българския театър“ |
| 19 май 2004       | Татяна Лолова |                        | „за изключително големите ѝ заслуги към българската култура“ |
| 19 май 2004       | проф. Георги Костов |                        | „за извънредно големите му заслуги към Република България в областта на българската музикална култура“ |
| 19 май 2004       | Ицхак Финци |                        | „за изключително големите му заслуги към Република България в областта на българския театър и кино“ |
| 19 май 2004       | Катя Динева |                        | „за извънредно големите ѝ заслуги към Република България в областта на българския театър“ |
| 19 май 2004       | Стоян Попов |                        | „за неговия голям принос в развитието на съвременното българско оперно изкуство и по повод 70 години от рождението му“ |
| 28 май 2004       | член-кор. проф. д-р Милена Цанева |                        | [ 70 ] |
| 28 май 2004       | проф. Дойно Дойнов |                        | [ 71 ] |
| 28 май 2004       | Катя Зехирева |                        | [ 72 ] |
| 28 май 2004       | проф. Георги Петров |                        | [ 73 ] |
| 28 май 2004       | акад. Иван Юхновски |                        | [ 74 ] |
| 28 май 2004       | Стоян Попов |                        | [ 75 ] |
| 28 май 2004       | проф. Георги Георгиев |                        | [ 76 ] |
| 28 май 2004       | чл.-кор. проф. Александър Янков | първа степен           | „за изключително големия му принос за развитието на българската международноправна наука и във връзка с 80 години от рождението му“ |
| 25 юни 2004       | проф. Васил Мръчков |                        | „за изключително големи заслуги към Република България и във връзка със 70-годишнината от рождението му“ |
| 26 юни 2004       | Хуго Вутен колекционер на български произведения на изкуството и популяризатор на българската култура                                                              |                        | „за неговия изключителен принос в развитието на съвременната българска култура“ |
| 29 октомври 2004  | Негово Светейшество Максим Патриарх Български и митрополит Софийски                                                                                                |                        | „за големите му заслуги в духовния живот на българския народ, за мъдрото управление на делата на Българската православна църква и по повод 90 години от рождението му“ |
| 7 декември 2004   | Колин Пауъл държавен секретар на САЩ |                        | „за изключително големи заслуги за развитието на българо-американските отношения и във връзка със 100-годишнината от установяването на дипломатически отношения между България и САЩ;“ |
| 15 декември 2004  | Силви Вартан |                        | „за високоблагородната благотворителна и хуманитарна дейност на Силви Вартан и нейната асоциация и по случай 60-годишния юбилей на певицата“ |
| 29 декември 2004  | Рикардо Лагос Ескобар Президент на Република Чили | с лента                | „за изключително големите му заслуги в развитието на двустранните отношения между Република България и Република Чили“ |
| 7 януари 2005     | Чедомир Радойкович извънреден и пълномощен посланик на Сърбия и Черна гора в Република България                                                                    | първа степен           | „за изключително големите му заслуги в развитието на двустранните отношения и по повод окончателното му отпътуване от страната“ |
| 8 февруари 2005   | Бърти Ахърн министър-председателя на Ирландия | с лента                | „за изключително големия му принос за ускоряване и приключване на преговорния процес за членството на Република България в Европейския съюз“ |
| 25 февруари 2005  | Севда Севан извънреден и пълномощен посланик на Република Армения в Република България                                                                             | първа степен           | „за изключително големите ѝ заслуги за развитието на българо-арменските отношения и във връзка с приключване на нейния мандат“ |
| 3 март 2005       | д.ф.н. Желю Желев | с лента                | „за изключително големите му заслуги към Република България като държавен глава, за приноса му в изграждането и утвърждаването на демокрацията и по повод 70 години от рождението му“ |
| 11 март 2005      | Осама Мохамед извънреден и пълномощен посланик на Арабска република Египет в Република България                                                                    | първа степен           | „за изключително големите му заслуги за укрепването и развитието на българо-египетските отношения и по повод окончателното му отпътуване от страната“ |
| 15 март 2005      | д-р Константин Тренчев | първа степен           | „за особено значимите му заслуги в обществения живот на Република България и по повод 50-годишния му юбилей“ |
| 5 април 2005      | Карло Чампипрезидент на Италианската република | с лента                | „за изключително големите му заслуги за развитието на двустранните отношения с Република България“ |
| 26 април 2005     | д-р Желязко Христов | първа степен           | „за изключително големите му заслуги към Република България и във връзка със 100-годишнината на синдикалното движение в България“ |
| 10 май 2005       | Джо Уилсън съпредседател на групата за приятелство с България в американския Конгрес                                                                               | първа степен           | „за изключително големите му заслуги за развитието на българо-американските отношения и във връзка със 100-годишнината от установяването на дипломатически отношения между Република България и САЩ“ |
| 19 май 2005       | Юлия Огнянова | първа степен           | „за изключително големите ѝ заслуги към Република България в областта на културата“ |
| 19 май 2005       | Христо Христов | първа степен           | „за изключително големите му заслуги към Република България в областта на културата“ |
| 19 май 2005       | Павел Матев | първа степен           | „за изключително големите му заслуги за развитието на българската култура“ |
| 19 май 2005       | Крикор Азарян | първа степен           | „за изключително големите му заслуги за развитието на българската култура“ |
| 19 май 2005       | Александър Йосифов | първа степен           | „за изключително големите му заслуги към Република България в областта на културата“ |
| 15 юни 2005       | Бела Коложи извънреден и пълномощен посланик на Република Унгария                                                                                                  | първа степен           | „за изключително големия му принос за развитието и активизирането на българо-унгарските отношения и по повод окончателното му отпътуване от страната“ |
| 15 юни 2005       | ген. Харалд Куят председател на военния комитет на НАТО | първа степен с мечове  | „за изключително големите му заслуги за изграждането и развитието на двустранните военни отношения и за утвърждаването на Българската армия като част от Обединените въоръжени сили на Северноатлантическия договор“ |
| 18 юли 2005       | баронеса Хенриет ван Линден извънреден и пълномощен посланик на Кралство Нидерландия в Република България                                                          | първа степен           | „за изключително големите ѝ заслуги за развитието на отношенията на Република България с Кралство Нидерландия и по повод окончателното ѝ отпътуване от страната“ |
| 22 юли 2005       | Джеймс Пардю извънреден и пълномощен посланик на Съединените американски щати в Република България                                                                 | първа степен           | „за изключително големите му заслуги за евроатлантическата интеграция на България, за развитието и укрепването на българо-американските отношения и по повод окончателното му отпътуване от страната“ |
| 3 август 2005     | Сие Ханшън извънреден и пълномощен посланик на Китайската народна република в Република България                                                                   | първа степен           | „за изключително големите му заслуги за развитието и укрепването на двустранните отношения и по повод окончателното му отпътуване от страната“ |
| 2 септември 2005  | Маргарет Хенеси извънреден и пълномощен посланик на Ирландия в Република България                                                                                  | втора степен           | „за изключително големите ѝ заслуги за укрепването и развитието на българо-ирландските отношения и по повод окончателното ѝ отпътуване от страната“ |
| 6 октомври 2005   | Негово Кралско Височество Анри Велик херцог на Люксембург | с лента                | „за изключително големите му заслуги за укрепване и развитие на българо-люксембургските отношения и за твърдата и последователна подкрепа на Люксембург за присъединяването на България към европейските и евроатлантическите структури“ |
| 31 октомври 2005  | Любомир Левчев | първа степен           | „за изключително големите му заслуги към Република България за развитието и популяризирането на българското изкуство и култура и по повод 70 години от рождението му“ |
| 21 ноември 2005   | Прокопиос Мандзуранис извънреден и пълномощен посланик на Република Гърция в Република България                                                                    | първа степен           | „за изключително големия му принос за развитие и задълбочаване на политическото, икономическото и културното сътрудничество между Република България и Република Гърция, както и по повод окончателното му отпътуване от страната“ |
| 21 ноември 2005   | Хайдар Берк извънреден и пълномощен посланик на Република Турция в Република България                                                                              | първа степен           | „за изключително големите му заслуги за укрепването и задълбочаването на отношенията между Република България и Република Турция, както и по повод окончателното му отпътуване от страната“ |
| 10 януари 2006    | Пиер Фердинандо Казини председател на Камарата на депутатите на италианския парламент                                                                              | първа степен           | „за изключително големите му заслуги за ратификацията в Камарата на депутатите на Договора за присъединяване на Република България към Европейския съюз“ |
| 10 януари 2006    | Марчело Пера председател на Сената на италианския парламент | първа степен           | „за изключително големите му заслуги за ратификацията в Сената на Договора за присъединяване на Република България към Европейския съюз“ |
| 24 януари 2006    | Жозе Аугусто Линдгрен Алвес извънреден и пълномощен посланик на Федеративна република Бразилия в България                                                          | втора степен           | за изключително големия принос на посланик Жозе Аугусто Линдгрен Алвес за развитието на българо-бразилските отношения и по повод окончателното му отпътуване от страната |
| 9 февруари 2006   | д-р Харалд Киндерман извънреден и пълномощен посланик на Федерална република Германия в Република България                                                         | първа стеепен          | „за изключително големите му заслуги за укрепване и задълбочаване на българо-германските отношения, както и по повод окончателното му отпътуване от страната“ |
| 16 февруари 2006  | Негово Височество Брат Ендрю Бърти Велик Магистър на Суверенния военен благотворителен орден на Свети Йоан от Йерусалим, Родос и Малта                             | с лента                | „за изключително големите му заслуги за развитие на отношенията между Република България и Малтийския суверенен военен орден, въз основа на които предстои разгръщане на благотворителна и болнична дейност на територията на страната ни“ |
| 23 февруари 2006  | академик Чудомир Начев (посмъртно) | първа степен           | „за изключително големите му заслуги към Република България като учен, лекар, преподавател и общественик и по повод 70 години от рождението му“ |
| 16 март 2006      | проф. Огнян Герджиков | първа степен           | „за изключително големите му заслуги към Република България и по повод 60 години от рождението му“ |
| 17 март 2006      | Негово Кралско Височество Принц Консорт Фредерик | с лента                | „за изключително големите му заслуги за развитието и укрепването на българо-датските отношения“ |
| 17 март 2006      | Негово Кралско Височество Кронпринц Фредерик | първа степене с мечове | „за изключително големите му заслуги за развитието и укрепването на българо-датските отношения“ |
| 17 март 2006      | Нейно Кралско Височество Кронпринцеса Мери Елизабет | първа степене          | „за изключително големите ѝ заслуги за развитието и укрепването на българо-датските отношения“ |
| 17 март 2006      | Негово Кралско Височество Принц Йоаким | първа степене с мечове | „за изключително големите му заслуги за развитието и укрепването на българо-датските отношения“ |
| 17 март 2006      | Кристиян Мейдал председател на Парламента на Кралство Дания | първа степене          | „за изключително големите му заслуги за развитието и укрепването на българо-датските отношения“ |
| 17 март 2006      | Андерс Фог Расмусен министър-председател на Кралство Дания | първа степене          | „за изключително големите му заслуги за развитието и укрепването на българо-датските отношения“ |
| 17 март 2006      | Бент Бентсен заместник министър-председател и министър на икономиката на Кралство Дания                                                                            | първа степене          | „за изключително големите му заслуги за развитието и укрепването на българо-датските отношения“ |
| 17 март 2006      | Пер-Стиг Мьолер министър на външните работи на Кралство Дания | първа степене          | „за изключително големите му заслуги за развитието и укрепването на българо-датските отношения“ |
| 17 март 2006      | Бриан Микелсен министър на културата на Кралство Дания | първа степене          | „за изключително големите му заслуги за развитието и укрепването на българо-датските отношения“ |
| 17 март 2006      | Свен Бойе Мадсен извънреден и пълномощен посланик на Кралство Дания в Република България                                                                           | първа степене          | „за изключително големите му заслуги за развитието и укрепването на българо-датските отношения“ |
| 17 март 2006      | Кристиян Дюбвад Далсьо постоянен държавен секретар на кабинета на министър-председателя на Кралство Дания                                                          | първа степене          | „за изключително големите му заслуги за развитието и укрепването на българо-датските отношения“ |
| 17 март 2006      | Улрик Федершпил постоянен държавен секретар на Министерството на външните работи на Кралство Дания                                                                 | първа степене          | „за изключително големите му заслуги за развитието и укрепването на българо-датските отношения“ |
| 17 март 2006      | Ове Улеруп посланик, лордчембърлейн на Нейно Величество Кралицата на Дания                                                                                         | първа степене          | „за изключително големите му заслуги за развитието и укрепването на българо-датските отношения“ |
| 17 март 2006      | Нилс Айскоу Холм личен секретар на Нейно Величество Кралицата на Дания                                                                                             | първа степене          | „за изключително големите му заслуги за развитието и укрепването на българо-датските отношения“ |
| 17 март 2006      | Кай Раш Ларсен началник на военноморския кабинет на Нейно Величество Кралицата на Дания                                                                            | втора степен с мечове  | „за изключително големите му заслуги за развитието и укрепването на българо-датските отношения“ |
| 17 март 2006      | Сьорен Людер Якобсен началник на военния кабинет на Нейно Величество Кралицата на Дания                                                                            | втора степен с мечове  | „за изключително големите му заслуги за развитието и укрепването на българо-датските отношения“ |
| 17 март 2006      | Кристофер Бо Брамсен директор на Протокола на Министерството на външните работи на Кралство Дания                                                                  | втора степен           | „за изключително големите му заслуги за развитието и укрепването на българо-датските отношения“ |
| 14 април 2006     | проф. д-р Гарабед Минасян | втора степен           | „за изключително големите заслуги на проф. Минасян към Република България в областта на икономическите науки и във връзка с изтичането на втория му мандат като член на Управителния съвет на Българската народна банка“ |
| 18 май 2006       | Леда Милева | първа степен           | „за изключително големите ѝ заслуги към Република България в областта на културата“ |
| 18 май 2006       | Кирчо Атанасов | първа степен           | „за изключително големите му заслуги към Република България в областта на образованието и науката“ |
| 18 май 2006       | Величко Минеков | първа степен           | „за изключително големите му заслуги към Република България в областта на културата“ |
| 18 май 2006       | проф. Димо Димов | първа степен           | „за изключително големите му заслуги към Република България в областта на културата“ |
| 18 май 2006       | Евтим Евтимов | първа степен           | „за изключително големите му заслуги към Република България в областта на културата“ |
| 18 май 2006       | Стефан Цанев | първа степен           | „за изключително големите му заслуги към Република България в областта на културата“ |
| 18 май 2006       | Христо Вълчев | първа степен           | „за изключително големите му заслуги към Република България в областта на културата“ |
| 26 май 2006       | ген. Никола Колев | първа степен с мечове  | „за изключителния му принос при реализиране на „Плана за организационно изграждане на въоръжените сили на Република България до края на 2004 г.“ и разработване на „Плана за организационно изграждане и модернизация на въоръжените сили до 2015 г.“, за проявен висок професионализъм и компетентност в стратегическото ръководство на Българската армия при създаване на нови оперативни способности и необходими условия за приемането ни в НАТО, за успешното ни интегриране в съюза и за достойното участие на българските военни контингенти в мироопазващи мисии извън страната“ |
| 12 юли 2006       | Петр Докладал извънреден и пълномощен посланик на Чешката република в Република България                                                                           | първа степен           | „за изключително големите му заслуги за развитието на отношенията между Република България и Чешката република и по повод окончателното му отпътуване от страната“ |
| 19 юли 2006       | Лъчезар Цоцорков | първа степен           | „за изключително големите му заслуги към Република България и по повод 60 години от рождението му“ |
| 21 юли 2006       | Авраам Шарон извънреден и пълномощен посланик на Държавата Израел в Република България                                                                             | първа степен           | „за изключително големите му заслуги за развитието на отношенията между Република България и Държавата Израел и по повод окончателното му отпътуване от страната“ |
| 21 юли 2006       | Георги Стоянов | първа степен           | „за изключително големите му заслуги към Република България за развитието и популяризирането на българското изкуство и култура и по повод 70 години от рождението му“ |
| 9 август 2006     | Лъчезар Георгиев | първа степен           | „за изключително големите му заслуги към Република България за развитието и популяризирането на българското изкуство и култура и по повод 70 години от рождението му“ |
| 21 август 2006    | Негово Величество Харалд V Крал на Норвегия | с лента                | за изключително големите му заслуги за развитието и укрепването на българо-норвежките отношения |
| 21 август 2006    | Нейно Величество Соня Кралица на Норвегия | с лента                | за изключително големите ѝ заслуги за развитието и укрепването на българо-норвежките отношения |
| 21 август 2006    | Негово Кралско Височество Хокон Кронпринц на Норвегия | с лента                | за изключително големите му заслуги за развитието и укрепването на българо-норвежките отношения |
| 21 август 2006    | Нейно Кралско Височество Метте-Марит Кронпринцеса на Норвегия | с лента                | за изключително големите ѝ заслуги за развитието и укрепването на българо-норвежките отношения |
| 21 август 2006    | Ролф Троле Андерсен лорд чембърлейн на Негово Величество Крал Харалд V                                                                                             | първа степен           | за изключително големите му заслуги за развитието и укрепването на българо-норвежките отношения |
| 21 август 2006    | Ролф Балцерсен извънреден и пълномощен посланик на Кралство Норвегия в Република България                                                                          | първа степен           | за изключително големите му заслуги за развитието и укрепването на българо-норвежките отношения |
| 21 август 2006    | Свен Ерик Сведман генерален секретар на Министерството на външните работи на Кралство Норвегия                                                                     | първа степен           | за изключително големите му заслуги за развитието и укрепването на българо-норвежките отношения |
| 21 август 2006    | Арне Умхолт маршал на Кралския двор | първа степен           | за изключително големите му заслуги за развитието и укрепването на българо-норвежките отношения |
| 21 август 2006    | Берит Тверсланд личен секретар на Негово Величество Крал Харалд V                                                                                                  | първа степен           | за изключително големите ѝ заслуги за развитието и укрепването на българо-норвежките отношения |
| 18 септември 2006 | Димитрис Куркулас посланик, ръководител на делегацията на Европейската комисия в Република България                                                                | първа степен           | „за изключително големите му заслуги за развитието на отношенията между Република България и Европейския съюз, утвърждаването на авторитета на страната ни като надежден партньор и бъдещ член на Европейския съюз, както и по повод окончателното му отпътуване от България“ |
| 14 ноември 2006   | ген. Джеймс Джоунс върховен главнокомандващ на Обединените въоръжени сили на НАТО в Европа                                                                         | първа степен с мечове  | „за изключително големите му заслуги за утвърждаване на въоръжените сили на Република България като част от Обединените въоръжени сили на Северноатлантическия договор и за постигнатата оперативна съвместимост, както и във връзка с освобождаването му от длъжност“ |
| 14 ноември 2006   | Славомир Даброва извънреден и пълномощен посланик на Република Полша в Република България                                                                          | втора степен           | „за изключително големите му заслуги за развитието на българо-полските отношения и по повод окончателното му отпътуване от страната“ |
| 9 януари 2007     | Любен Корнезов | първа степен           | „за укрепване на държавността, за отстояване на демократичните ценности, за дейността му като изтъкнат юрист и научен работник и по повод неговата 60-годишнина.“ |